# Ежегодная премия журнала «Знамя»
Ежегодная премия журнала «Знамя» — российская литературная премия. Учреждена в 1993 году журналом «Знамя». Присуждается за лучшие журнальные публикации года по ряду меняющихся номинаций или вне оных, за произведение как таковое.

## Церемония вручения
Торжественная церемония вручения премий традиционно проходит на Святках, 13 января, в Овальном зале Библиотеки иностранной литературы им. Рудомино. После оглашения решения учредителей премий лауреаты выступают с речами, которые затем публикуются в мартовском выпуске журнала.

## Лауреаты

### 1993
- Марина Астина, поэтическая подборка «В тёмном зеркале».
- Белла Ахмадулина, стихотворение «Вид снизу вверх» — за произведение, утверждающее приоритет художественности в литературе.
- Юрий Давыдов, повести «Зоровавель» и «Заговор сионистов».
- Анатолий Курчаткин, роман «Стражница» — за лучшее художественное произведение о современности.
- Лазарь Лазарев, воспоминания «Шестой этаж» — по номинации «Автобиографическая проза».
- Марк Липовецкий, статья «Современность тому назад» — по номинации «Литературная критика».
- Александр Панарин, статья «Проект для России: фундаментальный либерализм или либеральный фундаментализм» — по номинации «Политическая философия».
- Виктор Пелевин, роман «Жизнь насекомых» — за лучшее художественное произведение о жизни и необыкновенных приключениях демократии в России.
- Григорий Померанц, «Записки гадкого утёнка» — за произведение, утверждающее либеральные ценности.
- Генрих Сапгир, «Очень короткие рассказы» и элегии «Новый вес и объём» — за произведение, утверждающее приоритет художественности в литературе.
- Евгений Стариков, статьи «Россия и "другие русские"», «Базар – не рынок» и «Антиподы: компрадорская и национальная буржуазная Россия» — за наиболее точный анализ современной социально-экономической действительности.
- Мария Степанова, поэтическая подборка «Вертоград».
- Александр Хургин, повесть «Страна Австралия: повесть из провинциальной, а также и иной жизни» — за наиболее точный анализ современной социально-экономической действительности.
- Михаил Шишкин, рассказ «Урок каллиграфии» и роман «Всех ожидает одна ночь».

### 1994
- Соломон Апт, переводы произведений Карла Ясперса и Германа Гессе — за произведение, утверждающее либеральные ценности.
- Григорий Бакланов — за большой личный вклад в деятельность журнала «Знамя».
- Пётр Вайль, эссе «Великий народ, окраина империи» — по номинации «Литературная критика».
- Анатолий Вишневский, статья «Неизбежно ли возвращение?» — за наиболее точный анализ современной социально-экономической действительности.
- Георгий Владимов, роман «Генерал и его армия» — за произведение, вызвавшее повышенный читательский интерес.
- Владимир Войнович, роман «Замысел» — по номинации «Россия без границ».
- Эргали Гер, рассказ «Казюкас».
- Борис Дубин и Лев Гудков, статья «Идеология бесструктурности: интеллигенция и конец советской эпохи» — за наиболее точный анализ современной социально-экономической действительности.
- Денис Драгунский, статья «По ту сторону государства и права (Россия между коммунизмом и демократией)» — по номинации «Политическая философия».
- Тимур Кибиров, цикл стихотворений «Мы просто гибнем и живём» — за произведение, утверждающее приоритет художественности в литературе.
- Анатолий Королёв, роман «Эрон» — за произведение, утверждающее либеральные ценности.
- Михаил Кураев,  праздничная повесть «Блок-ада».
- Сергей Ларин, перевод книги Рышарда Капущинского «Империя».
- Олег Лукьянченко, эссе «Островки в океане базара» — по номинации «Литературная критика».
- Валерий Попов, ноу-хау «Ванька-встанька: ноу-хау» — за художественное произведение о жизни и необыкновенных приключениях в России.
- Екатерина Садур, повесть «Из тени в свет перелетая».
- Андрей Саломатов, «Синдром Кандинского» — за произведение, утверждающее приоритет художественности в литературе.
- Димитрий Эсакиа, повесть «В поисках утраченного пространства».
- Леонид Юзефович, рассказы «Бабочка» и «Колокольчик» — за рассказ года.

### 1995
- Чабуа Амирэджиби, роман «Гора Мборгали».
- Юрий Буйда, рассказ «Лета».
- Николай Бунин, перевод рассказа Генриха Бёлля «Годен, чтобы умереть» — за перевод.
- Юрий Волков, повесть «Вирсавия».
- Николай Воронцов, эссе «Россия строится» и статья «Войны, революции, застой — эволюционные последствия» — за наиболее точный анализ современной социально-экономической действительности.
- Сергей Гандлевский, повесть «Трепанация черепа» — за произведение, утверждающее либеральные ценности.
- Эмма Герштейн, «Анна Ахматова и Лев Гумилёв: размышления свидетеля» — за произведение, вызвавшее повышенный читательский интерес.
- Маша Гессен, эссе «Поколение «Х».
- Андрей Дмитриев, повесть «Поворот реки» — за произведение, утверждающее приоритет художественности в литературе.
- Олег Ермаков, «Последний рассказ о войне» — за произведение, утверждающее идеалы просвещённого патриотизма.
- Андрей Илларионов, статья «Уроки российских реформ» — за наиболее точный анализ современной социально-экономической действительности.
- Владимир Кардин, статья «Страсти и пристрастия» — по номинации «Литературная критика».
- Светлана Кекова, цикл стихотворений «Деревьям, детям, иноверцам» — по номинации «Россия без границ».
- Новелла Матвеева, цикл стихотворений «Реченька» — за произведение, утверждающее приоритет художественности в литературе.
- Владимир Новиков, статья «Заскок» — по номинации «Литературная критика».
- Карен Степанян, эссе «Армения: конец XX века, весна 1995-го. Пост» — за произведение, утверждающее ценности открытого общества.
- Лев Тимофеев, статья «Апология коррупции» — по номинации «Политическая философия».

### 1996
- Дмитрий Бакин, рассказ «Стражник лжи».
- Юрий Буйда, роман «Ермо».
- Пётр Вайль и Лев Лосев, организация рубрики «Иосиф Бродский: труды и дни» — за самый яркий проект года.
- Марина Вишневецкая, рассказ «Увидеть дерево» — за лучший рассказ года.
- Андрей Волос, повесть «Жестяная дудка» — по номинации «Россия без границ».
- Алёна Злобина, статья «Оранжерея нарциссов» — по номинации «Критика».
- Виктор Пелевин, роман «Чапаев и Пустота» — за произведение, вызвавшее повышенный читательский интерес.
- Людмила Петрушевская, цикл рассказов «Дом девушек» — за произведение, утверждающее либеральные ценности.
- Вячеслав Пьецух, повесть «Государственное дитя» — за наиболее точный анализ современной социально-экономической действительности.
- Евгений Рейн, цикл стихотворений «Гул» — за наиболее точный анализ современной социально-экономической действительности.
- Геннадий Русаков, цикл стихотворений «Разговоры с богом» — за произведение, утверждающее приоритет художественности в литературе.
- Дмитрий Тренин, статья «Российская оборонная политика и ближнее зарубежье» — за произведение, утверждающее идеалы просвещённого патриотизма.
- Григорий Чхартишвили, эссе «Образ японца в русской литературе» — за произведение, утверждающее ценности открытого общества.

### 1997
- Татьяна Бек, цикл стихотворений «В произвольном порядке» — за глубокий анализ современной действительности.
- Анастасия Гостева, повесть «Дочь самурая».
- Фазиль Искандер, диалог «Думающий о России и американец» — за произведение, утверждающее либеральные ценности.
- Евгений и Елена Пастернаки, переписка Бориса Пастернака с Элен Пельтье-Замойской — за произведение, утверждающее ценности открытого общества.
- Нина Садур, роман «Немец» — за глубокий анализ современной действительности.
- Михаил Синельников, стихотворение «Ваганьковское армянское кладбище».
- Семён Файбисович, повесть «Дядя Адик / Uncle Dick» и эссе «Москва как поле боя истории и мифа» — за произведение, утверждающее идеалы просвещённого патриотизма.
- Николай Шмелёв, «Curriculum vitae» — за произведение, вызвавшее повышенный читательский интерес.
- Александр Эткинд, статья «The American Connection, или Что делал Рахметов, пока не стал Шатовым» — по номинации «Критика».

### 1998
- Шамшад Абдуллаев, цикл стихотворений «Запах южных рек» и эссе «Поэзия и Фергана».
- Ольга Арефьева, цикл стихотворений «Где собаконька моя?» — за артистизм.
- Владимир Березин, роман «Свидетель».
- Юрий Давыдов, роман «Бестселлер», первая книга.
- Андрей Зубов, статья «Единство и разделения современного русского общества: вера, экзистенциальные ценности и политические цели» — премия «Открытый мир».
- Владимир Маканин, роман «Андеграунд, или Герой нашего времени» — за произведение, вызвавшее повышенный читательский интерес.
- Игорь Милославский, статья «Низкие истины об унижающем обмане» — за открытие рубрики «Язык и время».
- Евгений Попов, роман-комментарий «Подлинная история «Зелёных музыкантов» — за произведение, утверждающее идеалы просвещённого патриотизма.
- Владимир Шаров, роман «Старая девочка» — за произведение, утверждающее либеральные ценности.
- Сергей Юрский, рассказ «СЕЮКИ» — за лучший рассказ года.

### 1999
- Александр Агеев, статья «Город на “третьем пути”: анти"народная" статья» — за глубокий анализ современной действительности.
- Юрий Арабов, цикл стихотворений «Цезариада» — за произведение, утверждающее идеалы просвещённого патриотизма.
- Александра Васильева, повесть «Моя Марусечка».
- Андрей Дмитриев, роман «Закрытая книга» — за произведение, утверждающее либеральные ценности.
- Сергей Ильин, эссе «Моя жизнь с Набоковым» — премия «Открытый мир».
- Александр Кабаков, рассказ «Зал прилёта» — рассказ года.
- Александр Касымов, рецензии в разделе «Наблюдатель» — по номинации «Критика».
- Михаил Шишкин, роман «Взятие Измаила».

### 2000
- Юрий Буртин (посмертно), Валентина и Ольга Твардовские, публикация «Рабочих тетрадей» Александра Твардовского шестидесятых годов — за произведение, вызвавшее повышенный читательский интерес [за публикацию].
- Инна Лисянская, цикл стихотворений «Скворечник» — за приоритет художественности в литературе.
- Владимир Маканин, повесть «Удавшийся рассказ о любви» — за глубокий анализ современной действительности.
- Николай Работнов, очерк «Сороковка» — за произведение, утверждающее идеалы патриотизма.
- Дмитрий Рагозин, повесть «Поле боя».
- Джон Робертс, «Сцены театральной жизни».
- Андрей Турков, «Я не ранен. Я — убит».
- Александр Чудаков, роман «Ложится мгла на старые ступени» — за произведение, утверждающее либеральные ценности.

### 2001
- Михаил Айзенберг, цикл стихотворений «Тайные рычаги» и повествование «Ваня, Витя, Владимир Владимирович» — за артистизм.
- Леонид Зорин, романы «Трезвенник» и «Кнут» — за произведение, утверждающее либеральные ценности.
- Наталья Иванова, цикл статей «Борис Пастернак и другие» — за произведение, утверждающее идеалы просвещённого патриотизма.
- Владимир Рецептер, гастрольный роман «Ностальгия по Японии».
- Феликс Светов, роман «Моё открытие музея» и повесть «Чижик-пыжик» — за глубокое исследование современной российской действительности.
- Роман Сенчин, повесть «Минус».
- Светлана Хазагерова, статья «У них там были забавные представления о писательстве...»
- Асар Эппель, рассказ «Дроблёный сатана» — за произведение, утверждающее приоритет художественности в литературе.

### 2002
- Марина Вишневецкая, повести «О.Ф.Н. Опыт истолкования» и «А.К.С. Опыт любви» — за артистизм.
- Сергей Гандлевский, роман <НРЗБ> — за произведение, утверждающее либеральные ценности.
- Нина Горланова, роман-монолог «Нельзя. Можно. Нельзя» — за произведение о жизни и необыкновенных приключениях демократии в России.
- Евгения Кацева, воспоминания «Мой личный военный трофей» — за произведение, утверждающее идеалы просвещённого патриотизма.
- Илья Кочергин, повесть «Помощник китайца».
- Олег Чухонцев, стихотворение «Кыё! Кыё! По колена стоя в воде...» — за произведение, утверждающее приоритет художественности в литературе.
- Владимир Шаров, роман «Воскрешение Лазаря».
- Николай Работнов, «Колдун Ерофей и переросток Савенко», «Гимн Языку», «Иосиф Виссарионович меняет профессию», «Демо*ра*ия и Демо*ра*ия» и цикл стихотворений «Концерт для глухих» — специальный диплом «Знамени» за творческий универсализм и постоянное сотрудничество.
- Ольга Всесвятская — специальная премия журнала за осуществление арт-проекта «Галерея "Знамя"».

### 2003
- Андрей Вознесенский, циклы стихотворений «Автореквием» и «Читая пророка Исайю».
- Евгений Даниленко, роман «Дикополь».
- Марина Курсанова, эссе «Птенцы летят следом…»
- Галина Медведева (Самойлова), публикации из творческого наследия Давида Самойлова.
- Олеся Николаева, конспект романа «Мене, текел, фарес».
- Елена Чуковская, публикации из творческого наследия Лидии Чуковской.

### 2004
- Борис Иванов, рассказ «Ночь длинна и тиха, пастырь режет овец» — за артистизм.
- Валерий Калныньш — специальная премия за разработку нового дизайна журнала «Знамя».
- Анатолий Королёв, роман «Быть Босхом».
- Анатолий Курчаткин, роман «Солнце сияло» — за произведение о жизни и необыкновенных приключениях демократии в России.
- Майя Кучерская, «Чтение для впавших в уныние» и рассказ «Игра в снежки».
- Дмитрий Орешкин, статья «Деньги, биг-маки, социальная справедливость» — за глубокий анализ современной действительности.
- Михаил Поздняев, цикл стихотворений «Фотоувеличение» — за приоритет художественности в литературе.
- Алексей Слаповский, книга «Качество жизни» — за произведение, утверждающее либеральные ценности.
- Ревекка Фрумкина, статья и эссе, опубликованные в течение года — за творческий универсализм.

### 2005
Премия не вручалась.

### 2006
- Александр Архангельский, повествование «1962. Послание к Тимофею» — премия «Глобус».
- Инна Лисянская, монороман «Хвастунья» — за произведение, утверждающее идеалы просвещённого патриотизма.
- Дарья Маркова, статьи «Царство Азефа» и «Новый-преновый реализм, или Опять двадцать пять» — премия «Дебют в "Знамени"».
- Мариэтта Чудакова, статья «Был Август или только ещё будет?» — за произведение, утверждающее либеральные ценности.
- Елена Шварц, цикл стихотворений «Китайская игрушка» — за артистизм.

### 2007
- Сергей Гандлевский, стихи.
- Андрей Дмитриев, роман «Бухта Радости».
- Юрий Карякин, главы из книги «Перемена убеждений».
- Максим Осипов, очерки «В родном краю» и «Грех жаловаться» — по итогам конкурса «Нестоличная Россия».
- Ольга Славникова, рассказ «Басилевс».
- Маргарита Хемлин, повести «Про Берту» и «Про Иосифа» — премия «Глобус».
- Светлана Шишкова-Шипунова, статьи «Югославская тетрадь», «Философия негативизма» и «Код Даниэля Штайна, или Добрый человек из Хайфы».

### 2008
- Всеволод Бенигсен, роман «ГенАцид» — премия «Дебют в "Знамени"».
- Руслан Киреев, автобиографическая книга «Пятьдесят лет в раю».
- Анна Кузнецова, статья «Три взгляда на русскую литературу из 2008 года» и ежемесячная рубрика «Ни дня без книги».
- Мария Рыбакова, роман «Острый нож для мягкого сердца».
- Елена Фанайлова, поэтический цикл «Балтийский дневник» и перевод новых стихов Сергея Жадана.
- Владимир Шаров, роман «Будьте как дети».

Редакцией учреждён орден «Знамени» за постоянное и плодотворное сотрудничество с журналом.
- Леонид Зорин — кавалер ордена «Знамени».
- Владимир Маканин — кавалер ордена «Знамени».

### 2009
- Эргали Гер, повесть «Кома».
- Андрей Гришаев, подборка стихотворений «Порядок вещей» — премия «Дебют в "Знамени"».
- Владимир Найдин, семейная сага «П-т-т, санагория, чать!».
- Олег Павлов, роман «Асистолия».
- Владимир Тучков, цикл «Русский И Цзин».
- Людмила Улицкая и Михаил Ходорковский, «Диалоги» — премия «Глобус».
- Александр Кабаков — кавалер ордена «Знамени».
- Андрей Турков — кавалер ордена «Знамени».

### 2010
- Максим Амелин, циклы стихотворений «Простыми словами», «Проникновенный свет».
- Стефано Гардзонио, «Страницы из потерянной тетради в клетку» — премия «Глобус».
- Тимур Кибиров, роман «Лада, или Радость. Хроника верной и счастливой любви».
- Лев Оборин, статья «О Григории Бакланове».
- Герман Садулаев, роман «Шалинский рейд».
- Сергей Самсонов, повесть «Зараза» — премия «Дебют в "Знамени"».
- Ольга Славникова, роман «Лёгкая голова».
- Анатолий Курчаткин — кавалер ордена «Знамени».
- Михаил Шишкин — кавалер ордена «Знамени».

### 2011
- Ольга Бугославская, статьи, эссе и рецензии.
- Юрий Буйда, роман «Синяя кровь».
- Александр Иличевский, роман «Математик» — премия «Открытый мир».
- Ирина Каренина, стихи «Мы ехали читинским, в прицепном» — премия «Дебют в " Знамени"».
- Борис Мессерер, книга «Промельк Беллы».
- Ольга Седакова, «Opus incertum» — премия «Глобус».
- Мария Степанова, цикл стихотворений «Девушки поют».
- Ольга Трунова, за помощь в подготовке и редактирование книги Бориса Мессерера «Промельк Беллы».
- Ирина Ясина, «История болезни».

### 2012
- Евгений Бунимович, «Девятый класс. Вторая школа».
- Наталья Громова, архивный роман «Ключ».
- Георгий Давыдов, роман «Крысолов».
- Майя Кучерская, роман «Тетя Мотя».
- Марк Липовецкий, статья «Политическая моторика Захара Прилепина».
- Алексей Макушинский, роман «Город в долине» — премия «Глобус».
- Олег Чухонцев, стихи «Общее фото» и повествование «В сторону Слуцкого. Восемь подаренных книг».
- Максим Щербаков, цикл стихотворений «один из сервисной компании» — премия «Дебют».
- Юрий Буйда — кавалер ордена «Знамени».
- Сергей Гандлевский — кавалер ордена «Знамени».

### 2013
- Максим Амелин, эссе «В декабре на Капри» — премия «Глобус».
- Игорь Голомшток, «Воспоминания старого пессимиста», «Эмиграция».
- Денис Драгунский, повесть «Архитектор и монах».
- Алексей Конаков, статьи «Хорошо конспирированный кумир» и «Чтение медленное и не очень» — премия «Дебют».
- Олеся Николаева, цикл стихотворений «Читается нараспашку и на лету».
- Александр Подрабинек, документальный роман «Диссиденты».
- Сергей Боровиков — кавалер ордена «Знамени».
- Владимир Шаров — кавалер ордена «Знамени».

### 2014
- Александр Кабаков, эссе «Частное слово».
- Григорий Кружков, стихи «Кружащийся дервиш» — премия «Глобус».
- Екатерина Кюне, рассказ «Итальянская шерсть» — премия «Дебют».
- Владимир Орлов, «Чудаков. Анатомия. Физиология. Гигиена».
- Саша Филипенко, роман «Замыслы».
- Сергей Чупринин, «Вот жизнь моя».
- Олег Чухонцев — кавалер ордена «Знамени».
- Майя Кучерская — кавалер ордена «Знамени».

### 2015
- Бахыт Кенжеев, «Серёжки с бирюзою».
- Александр Киров, «Деревня Русь» и «Другие лошади».
- Андрей Турков — «Накануне «праздника со слезами на глазах».
- Михаил Айзенберг — кавалер ордена «Знамени».
- Максим Осипов — кавалер ордена «Знамени».

### 2016
- Алексей Винокуров, «Люди Чёрного Дракона» — премия «Глобус»
- Елена Макарова, публикация писем Василия Гроссмана Семёну Липкину и стихотворений Инны Лиснянской «Ненапечатанное» — премия «Неутраченное время»
- Вячеслав Ставецкий, «Квартира» — премия «Дебют»
- Ирина Сурат, «Язык пространства, сжатого до точки» и «И меня только равный убьёт».
- Игорь Шкляревский, «Золотая блесна. Книга радостей и утешений».
- Вероника Долина — кавалер ордена «Знамени».
- Евгений Ермолин — кавалер ордена «Знамени».
- Роман Сенчин — кавалер ордена «Знамени».

### 2017
- Марина Вишневецкая, роман «Вечная жизнь Лизы К.» — премия «Глобус».
- Константин Куприянов, повесть «Новая реальность» — премия «Дебют в "Знамени"».
- Ольга Славникова, роман «Прыжок в длину» — премия «Открытый мир».
- Владимир Лидский, «Игра в пепел».
- Игорь Волгин — кавалер ордена «Знамени».
- Борис Заборов — кавалер ордена «Знамени».
- Людмила Сергеева — кавалер ордена «Знамени».

### 2018
- Коллектив редакции журнала «Знамя», специальный выпуск «Памяти Оттепели» № 8 — премия «Память, говори».
- Арина Обух, рассказы «Падали и смеялись» — премия «Дебют в Знамени».
- Владимир Орлов, подготовка к публикации стихов Николая Шатрова и дневников Нины Бялосинской — премия филологического сообщества.
- Мария Рыбакова, роман «Если есть рай» — премия «Глобус» имени Е.Ю. Гениевой.
- Павел Селуков, рассказы «Счастливый  Пушкин» — премия «е2е4».
- Алексей Федяров, документальное повествование «Взгляд сквозь» — премия за произведение о жизни и необыкновенных приключениях демократии в России, назначенная издателем «Новой газеты».
- Денис Драгунский — кавалер ордена «Знамени».
- Александр Кушнер — кавалер ордена «Знамени».

### 2019
- Елена Бердникова, «Футурошок».
- Тимур Валитов, «Еще одна история осады» — премия «е2–е4».
- Константин Гадаев, «Невидимый пловец» — премия «Глобус» памяти Е.Ю. Гениевой.
- Григорий Горнов, «Железнодорожный гул» — премия «Дебют».
- Николай Травкин, «БЛОГОсловения».
- Мария Орлова, публикация дневников Раисы Орловой.
- Ольга Северская, «Легко ли говорить с молодыми?» — премия, назначенная Российской государственной детской библиотекой.
- Михаил Турбин, «Дистанция» — премия «е2–е4».
- Елена Долгопят — кавалер ордена «Знамени».
- Лев Симкин — кавалер ордена «Знамени».

### 2020
- Наталья Громова, «Насквозь» — премия «Память, говори».
- Андрей Дмитриев, «Этот берег».
- Александр Долинин, «Уроки английского» — премия «Глобус» памяти Е.Ю. Гениевой.
- Павел Палажченко, «Вторая жизнь», «Профессия и время».
- Татьяна Филиппова, «Сборка №1. Ысыах» — премия «е2-е4».
- Булат Ханов, «Когда свет заполнит всё» — премия «Дебют».
- Татьяна Вольтская — кавалер ордена «Знамени».
- Тимур Кибиров — кавалер ордена «Знамени».

### 2021
- Антон Азаренков, «Ровный стук одиночества» — премия, назначенная Фондом социально-экономических и интеллектуальных программ.
- Александр Архангельский, «Русский иероглиф».
- Сергей Боровиков, «Единомышленники» — премия, назначенная филологическим сообществом.
- Яков Гордин, «Книга судеб, или История с человеческим лицом», «До полной гибели — всерьез» — премия «Память, говори», назначенная Российской государственной детской библиотекой.
- Наталья Громова, «Жить с Диккенсом» — премия «Глобус» памяти Е.Ю. Гениевой.
- Ирина Роднянская, «Энциклопедия насилия — азбука человечности».
- Наталия Соколовская, «Покой».

### 2022
- Алексей Слаповский (посмертно), «Страж порядка: История болезни».
- Денис Гуцко, «Нацики всегда так: Заметки волонтера».
- Татьяна Риздвенко, «Розы в ведре в подсобке».
- Светлана Шнитман-МакМиллин, «Отщепенец и диссидент» – премия филологического сообщества.
- Татьяна Чернышева, «Дочь предателя» роман – премия «Память, говори», назначенная Российской государственной детской библиотекой.
- Лев Симкин, «Мост через реку Сан» – премия «Глобус» памяти Е.Ю. Гениевой.
- Анна Нуждина, статья «О хонтологии советского в современном Сарове», обзор «Далеко не только рецензии», цикл рецензий – премия, назначенная фондом СЭИП.
- Марина Вишневецкая — кавалер ордена «Знамени».
- Павел Палажченко — кавалер ордена «Знамени».
- Саша Филипенко — кавалер ордена «Знамени».

### 2023
- Алексей Улюкаев, «Тюрьма» — № 6, 11.
- Анна Шипилова, «Растущая луна» — № 1.
- Ильдар Галеев, № 12 – премия филологического сообщества.
- Екатерина Корнилова, № 11 – премия «Память, говори».
- Николай Подосокорский, статьи и рецензии — № 2, 5, 7, 8, 9, 10.
- Наталья Иванова, № 4, 7, 10.
- Валерий Есипов — кавалер ордена «Знамени».
- Юрий Ряшенцев — кавалер ордена «Знамени».
- Вера Павлова кавалер ордена «Знамени».

### 2024
- Олег Дозморов.
- Александра Николаенко.
- Павел Селуков.
- Денис Сорокотягин.
- Мария Тендрякова — за подготовку к печати повести Владимира Тендрякова «Муки творчества».

## Критика
Премия тепло воспринимается большинством профессиональных литераторов. Так, писательница Ольга Славникова считает, что «если тебя оценили в „Знамени“ — значит ты лучший среди своих», а писатель Леонид Юзефович отмечает важность премии как возможности «выхода в литературный свет».
Широкий общественный резонанс вызвал факт присуждения премии Михаилу Ходорковскому.